# Обсада на Константинопол (717 – 718)
Обсадата на Константинопол през 718 г. се отнася до обсадата на Константинопол – столицата на Византия – в рамките на мащабен поход, част от арабско-ислямските завоевания.

## Предистория
През 7 век арабските територии се простират на три континента – Азия, Африка и Европа. Покорени са бившите византийски провинции Сирия, Палестина, Египет, Северна Африка. В началото на 8 век е покорено и Вестготското кралство в Испания. Арабите вече реално застрашават Европа и най-вече ромейската столица Константинопол.

## Обсадата
През есента на 717 година огромна арабска армия водена по суша от халиф Сюлейман ибн Абдул-Малик, а по море от командващия флота негов зет Маслама Ибн Абдел-Малик, комуто впоследствие е поверено цялото командване, потегля към Константинопол и го обсажда от всички страни. През пролетта на 718 година хан Тервел повежда българските отряди и достига в близост до Цариград. Тервел преценява, че арабското нашествие няма да спре с падането на Константинопол и поради това приема молбата за помощ.
В началото на военните действия българите разгромяват четири хиляден арабски отряд, командван от Маслама, който след поражението успява да избяга. По заповед на Маслама се свързват противоположните морски брегове с два големи вала, с което с 20 000 армия се осигурява тилът на арабите. Двайсетхилядната армия е отново разгромена от българските войски.
| „                                       | „...Арабите били нападани по суша и от жителите на града, и от българите, а в морето – от ромейските кораби, а от другата страна на морето [на малоазийския бряг] – от ромейската предна линия. Българите нападали арабите и ги посичали; тези последните се боели повече от българите, отколкото от ромеите. Отвън арабите били притеснени от по-голяма беда, отколкото ромеите отвътре. Дошла зимата, а арабите се боели да се оттеглят; първо – от техния цар, второ – от морето и трето – от българите. Вихърът на смъртта ги грабнал. Маслама ги излъгал, казвайки, че скоро ще пристигнат подкрепления от техния цар. Ромеите били обсадени, но арабите не били по-добре от тях. Гладът ги притискал толкова много, че те изяждали труповете на мъртъвците и собствените си нечистотии. Те били принудени да се унищожават един другиго, за да се хранят. Една крина жито струвала десет денарии. Те търсели малки камъчета, с които да утолят глада си. Изяли и отпадъците от корабите си.“ | “ |
| Михаил Сирийски, византийски летописец. | |   |

Блокирани от българите по суша, арабите прекарват изключително тежка зима, като множество от тях умират от болести и глад. През пролетта на 718 година кан Тервел нанася на арабите поредното поражение. Според източника „Химн Акатист“ арабите дават 20 000 жертви, според Алберик – 32 000. Сухопътната армия на Маслама е разгромена, като жертвите от арабска страна съгласно Теофан Изповедник са 22 000, а според хрониката на белгийския монах Зигеберт българите избили 30 000 сарацини.
На 15 август 718 година арабите се оттеглят от Константинопол. В резултат на битката Византия е спасена от разгром, а Югоизточна Европа запазена от арабското нашествие. В един свой труд от 1545 година испанският автор Мехия изтъква значителната роля на българите за разгрома на арабите на Балканите и противопоставянето на арабските амбиции да поставят в клещи и да застрашат цяла християнска Европа. Френският византолог Шарл Дил твърди, че победата над арабите е за исляма велико бедствие, като я определя за по-значителна от победата на франкския пълководец Карл Мартел 15 години по-късно в равнините на Поатие.